# Humo de incendios forestales en la costa este de Estados Unidos de 2023

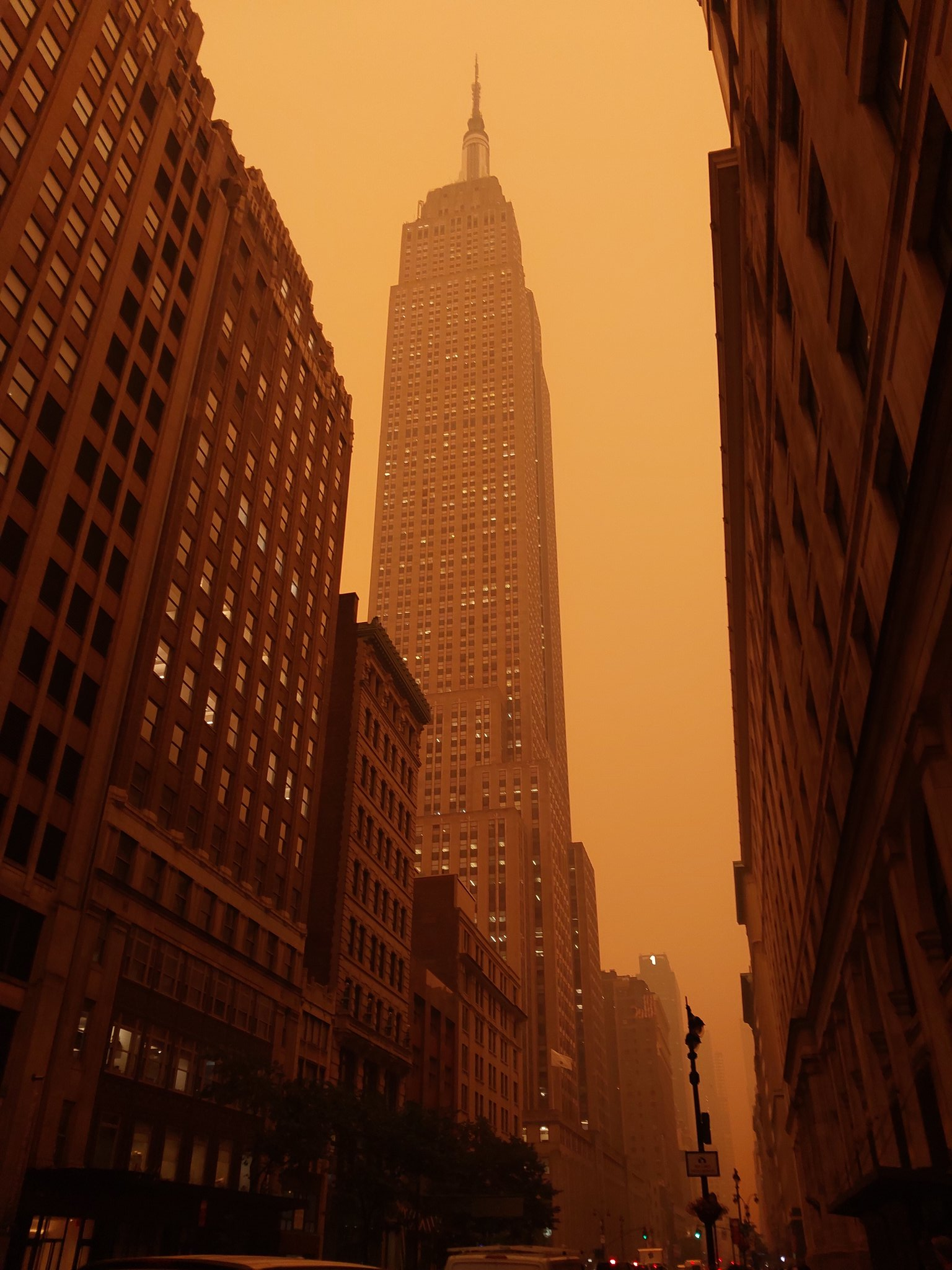
El Empire State Building visto desde el suelo el 7 de junio de 2023.

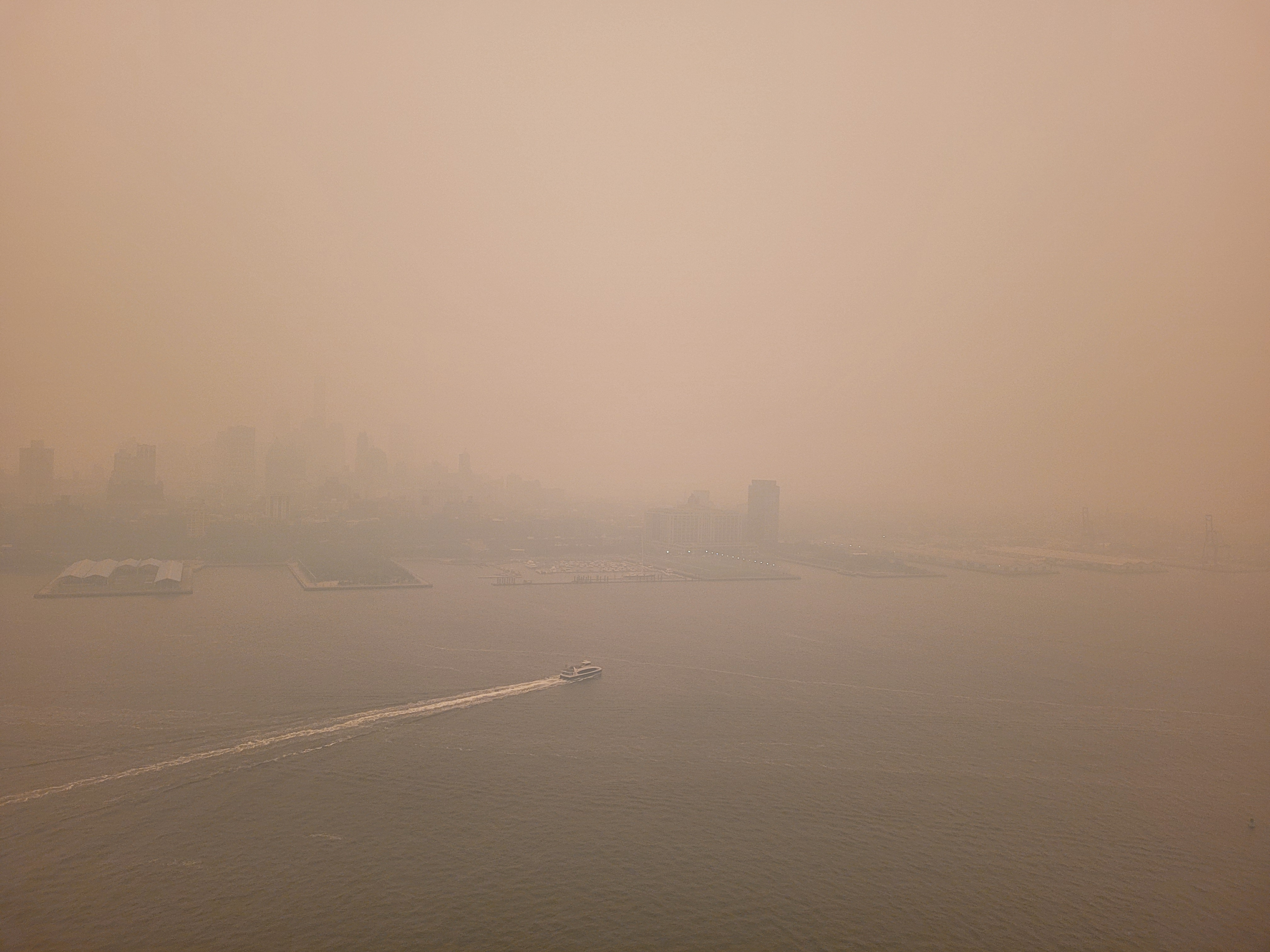
El horizonte de la Ciudad de Nueva York el 7 de junio de 2023.

El 6 de junio de 2023, la costa este de los Estados Unidos comenzó a experimentar el humo de los incendios forestales en el centro del país vecino, Canadá. El humo provocó el cierre de escuelas, afectó negocios, retrasó vuelos y provocó la inhalación de humo entre los residentes.

## Impacto
El humo de los incendios forestales en Quebec se desplazó hacia el noreste de los Estados Unidos el 5 y 6 de junio, lo que llegó a provocar alertas de calidad del aire en la mayor parte de Nueva York, Connecticut y algunos de los estados circundantes, así como en los estados del medio oeste de Minnesota, Michigan, y Wisconsin. En la noche del 6 de junio, la ciudad de Nueva York tenía la peor contaminación del aire de cualquier ciudad importante del mundo; en la mañana del 7 de junio había caído al segundo lugar, detrás de Delhi. Esto también marcó la peor calidad del aire de la ciudad desde la década de 1960.
Para el 7 de junio, también se enviaron alertas de calidad del aire a los residentes del valle de Delaware en Pensilvania, Nueva Jersey y Delaware, y a áreas adicionales en Nueva Inglaterra. En Syracuse, el índice de calidad del aire superó los 400.  La calidad del aire en el norte de Virginia disminuyó el 7 de junio, lo que resultó en la cancelación del recreo al aire libre por parte de las escuelas públicas del condado de Fairfax esa tarde y recomendaciones para los jóvenes, los ancianos y las personas con afecciones cardíacas o pulmonares para evitar actividades extenuantes al aire libre. Quienes más se vieron afectadas por los contaminantes, según informó el gobierno local, fueron las personas sin hogar o en situación de calle.

### Vuelos
Varios vuelos hacia y desde la ciudad de Nueva York, Nueva Jersey y Washington D. C. se retrasaron o cancelaron; por la tarde, la Administración Federal de Aviación detuvo todos los vuelos que iban al Aeropuerto LaGuardia en Nueva York, citando problemas de visibilidad.

### Efectos comerciales
Entre las empresas afectadas por los peligrosos niveles de humo se encontraba el gigante tecnológico Google, que les dijo a los empleados de la costa este que trabajaran desde casa en lugar de ir a la oficina.

### Cierre de escuelas
Las escuelas de Nueva York, Nueva Jersey y Connecticut anunciaron el cierre, y el distrito escolar de Danbury, en Connecticut, anunció varias alertas que también asesoraron a los estudiantes.

### Deportes
La Women's National Basketball Association, National Women's Soccer League y la Major League Baseball han pospuesto los juegos.

## Respuestas
- Nueva York está poniendo a disposición del público un millón de máscaras N95. Cuatrocientas mil máscaras estarán disponibles en parques estatales y estaciones de metro, mientras que el resto será distribuido por los gobiernos locales.[16] El alcalde de la ciudad de Nueva York, Eric Adams, alentó a los residentes de la ciudad a permanecer en el interior y usar máscaras N95 mientras estaban afuera.[17]